# Комптон, Генри (епископ)
Генри Комптон (англ. Henry Compton; 1632—1713) — английский епископ, младший брат Уильяма Комптона. Сын Спенсера Комптона, 2-го графа Нортгемптона.

## Ранние годы
Родился шестым и самым младшим сыном 2-го графа Нортгемптона. Он получил образование в Королевском колледже в Оксфорде, но покинул его в 1654 году без диплома, а затем путешествовал по Европе. После восстановления Карла II в 1660 году, он стал корнетом в отряде своего брата Карла Королевского конного полка, но вскоре оставил армию ради церкви.

## Карьера епископа
Получив образование в Оксфордском университете, был возведён в епископы Оксфорда (1674), а через год — Лондона, и назначен членом Тайного совета. Комптон пользовался большим влиянием при дворе Карла II и был призван руководить религиозным воспитанием будущих королев, принцесс Марии и Анны. Умеренный сторонник англиканской церкви, он стоял за примирение с диссентерами, но в 1685 в верхней палате выступил против папизма Якова II, за что был лишён звания члена Тайного совета, а в 1686, за отказ сместить враждебного католикам проповедника Джона Шарпа, — и епископской кафедры. Комптон был одним из семи, подписавших приглашение Вильгельма Оранского в Англию, и 11 апреля 1689 короновал Марию и Вильгельма, при дворе которых Комптон вернул себе прежнее влияние.